# Crise des scolytes

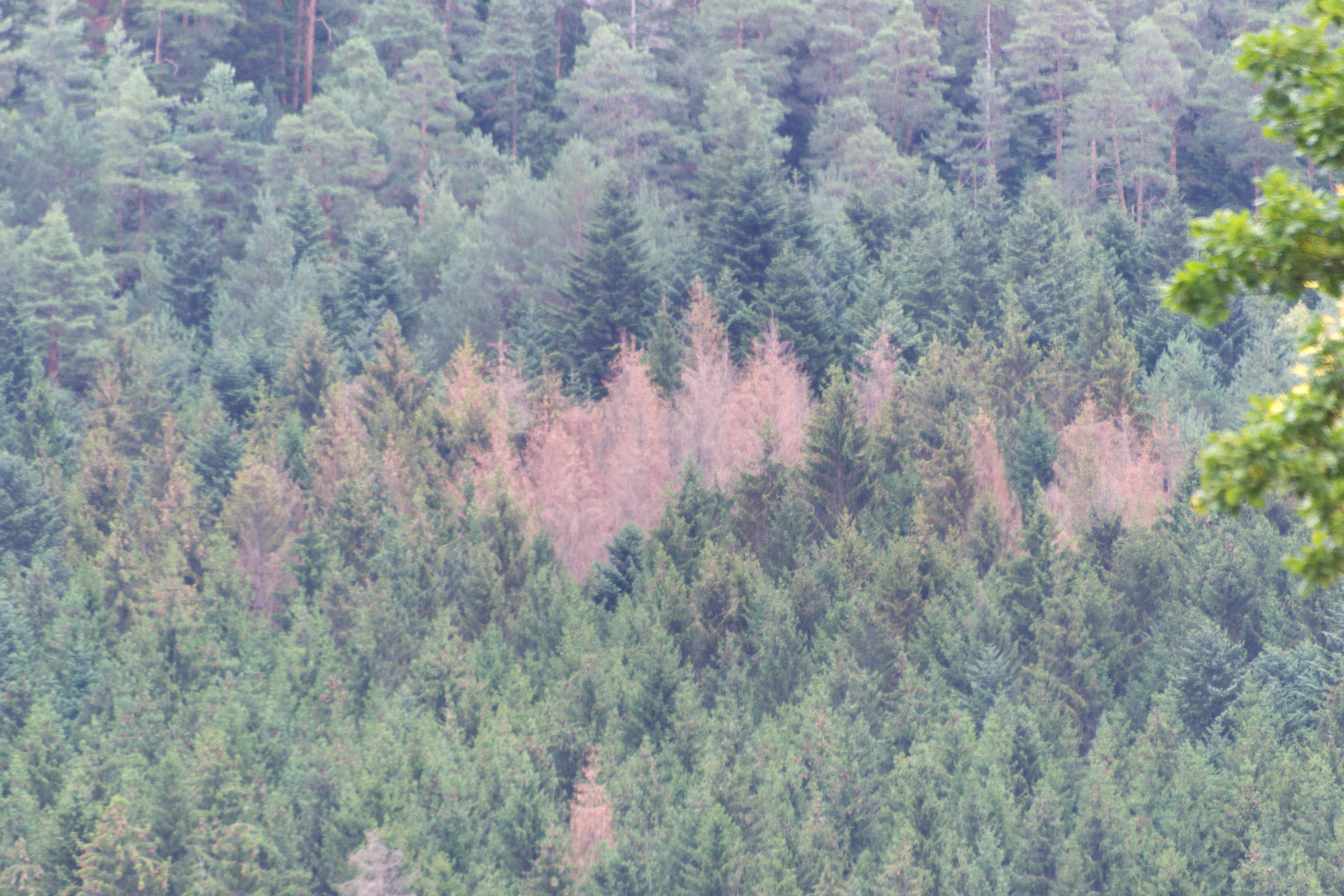
Un bosquet d’épicéas scolytés, formant une tache rouille typique dans la pessière. Le dépérissement des parties infestées d'arbres scolytés se matérialise par le changement de la couleur de leurs aiguilles, virant du vert au brun.

La crise des scolytes est une épiphytie de ravageurs parasitaires de la sous-famille des Scolytinae dans les forêts du nord-est de la France à partir de 2018, puis plus largement en Europe.

## Causes et origines
Alors que le froid hivernal tue habituellement suffisamment de larves de scolytes pour maintenir la population à un niveau constant, les hivers successifs de 2018 à 2020 sont assez doux et suivis de printemps et étés chauds et secs, ce qui permet une prolifération des scolytes. Le réchauffement climatique est pointé comme cause de ces températures inhabituelles,.
Le principal scolyte de cette crise est le typographe, qui attaque surtout les épicéas communs, faisant de ces espèces les plus menacées par l’épiphytie. Le scolyte creuse des galeries dans le cambium. La femelle dépose ses œufs sous les écorces coupant les flux vitaux (sève) nécessaires à la survie de l'arbre.
D'autres espèces corticoles sont associées au typographe : le chalcographe (de) et le micrographe (de) (aussi nommé pityographe), scolytes plus petits que le typographe. Elles colonisent le plus souvent des arbres stressés ou dépéris de fraîche date, notamment à la suite de perturbations (chablis de neige ou de tempête, incendie, sécheresse intense ou prolongée, période de froid exceptionnelle, invasion d'insectes défoliateurs, pollution de l'air, carence nutritionnelle…).

## Historique
La crise commence en septembre 2018 en région Grand Est. Elle s’étend par la suite principalement à la région Bourgogne-Franche-Comté puis au département de l’Ain.
En Europe, la crise touche la France, l'Allemagne, la région wallonne en Belgique, la Suisse et l'Europe de l'Est.
En janvier 2020, le bilan français réalisé par l’Office national des forêts estime à 20 000 hectares la surface de bois « scolytés ». Le bilan de l’année suivante la réévalue à 30 000 hectares. L'épidémie de scolytes s'étend alors sur la quasi-totalité des forêts d'épicéas, de la moitié nord de la France (Bourgogne-Franche-Comté, Hauts-de-France, Normandie) à l’Auvergne-Rhône-Alpes.
La crise se calme en 2021 en raison de la mauvaise météo estivale.

## Conséquences économiques
Les arbres attaqués devant être coupés prématurément et leur bois déclassé, près de sept fois plus de bois déclassé que d’habitude est récolté pendant l’année 2019–2020 : le prix des arbres touchés baisse donc, à l’exception du douglas. Les débouchés encore possibles sont les scieries du sud-ouest de la France, le bois-énergie ou la pâte à papier. Cependant, lorsque le prix est habituellement de 50 € le m³, il descend à 5 ou 10 € en raison de la crise. Une autre option est l'exportation du bois hors d'Europe, notamment en Asie, ce qui nécessite un traitement du bois.
En parallèle, la demande de bois de construction est forte alors que les scieries sont saturées par les bois « scolytés », ce qui entraine une pénurie et une forte hausse des prix pour le bois d’œuvre.
La région wallonne met en place en février 2020 des prêts sans intérêts dont le remboursement ne débutera qu'à partir de 2025 pour les communes touchées par la crise.

## Conséquences sur la forêt
L'épidémie modifie l'aspect des forêts à cause des coupes exceptionnelles et du dépérissement des épicéas. En effet, les aiguilles des arbres attaqués par les scolytes changent de couleur, virant du vert au brun, avant de totalement disparaître, tandis que les houppiers virent à l'orange.
Selon les projections de l'ONF, la crise des scolytes pourrait mener à une disparition de l'épicéa dans la plaine de l'est de la France d'ici 2022.